# Megachile melanderi
Megachile melanderi là một loài Hymenoptera trong họ Megachilidae. Loài này được Mitchell mô tả khoa học năm 1944.